# Düsenjäger

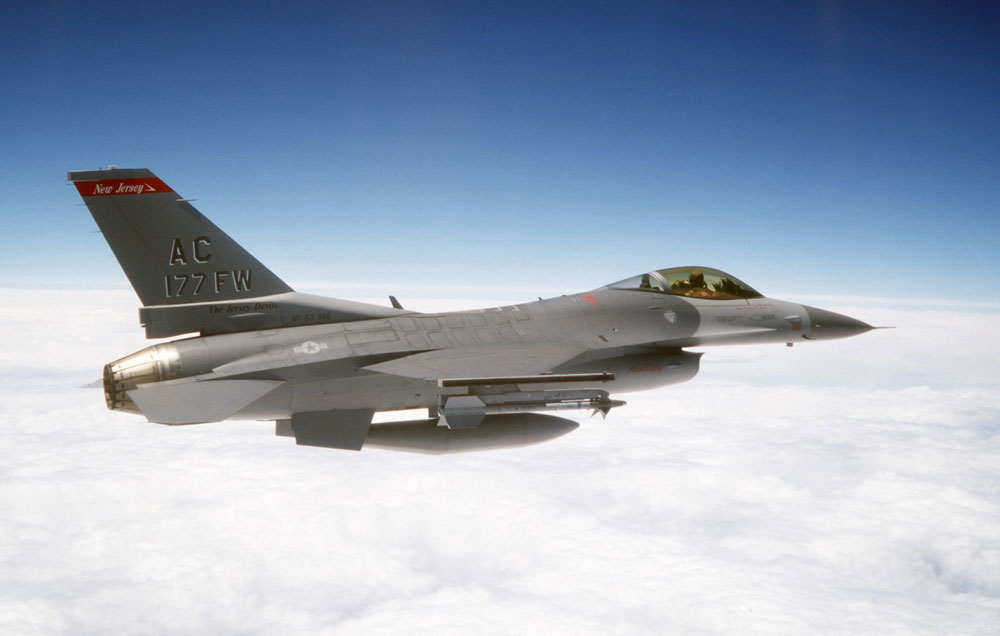
F-16C Fighting Falcon der USAF

Ein Düsenjäger ist ein strahlgetriebenes Jagdflugzeug. In der Umgangssprache werden (wie auch hier) Jagdbomber (hauptsächlich überschallschnelle Mehrzweck-Kampfflugzeuge) ebenfalls als Düsenjäger bezeichnet.
Moderne Düsenjäger sind meistens überschallschnell und erreichen normalerweise eine Höchstgeschwindigkeit von etwa Mach 2. Düsenjäger, die für die Abfangjagd verwendet werden, haben normalerweise ein Schub-Gewicht-Verhältnis, das annähernd 1:1 ist. Das bedeutet, dass sie direkt nach dem Start annähernd senkrecht steigen können, um ihre jeweilige Aufgabe (z. B. Abfangjagd auf feindliche Flugzeuge, Abwurf von Bomben, Aufklärung) erfüllen zu können.

## Triebwerke
Ein moderner Düsenjäger verwendet zum Antrieb ein oder zwei Mantelstromtriebwerke mit Nachbrenner, geringem Leistungsgewicht und geringem Nebenstromverhältnis (unter oder knapp über 1:1). Das geringe Nebenstromverhältnis ist ein Erfordernis der Überschallfähigkeit. Ein zu großer Bläser würde beim Überschallflug mehr Widerstand erzeugen als das Triebwerk an Schub liefert, wodurch das Flugzeug nicht mehr überschallschnell fliegen könnte. Beim Nachbrennereinsatz verzehnfacht sich der Treibstoffverbrauch in etwa, und der Schub steigt für kurzfristige Spitzenleistungen.
Eine Folge des geringen Nebenstromverhältnisses ist, dass der Nebenstrom den heißen und überschallschnellen Hauptstrom des Triebwerks nur unzureichend abschirmt, weshalb diese Triebwerke im Vergleich zu den Triebwerken von Passagiermaschinen sehr laut sind. Beim Nachbrennereinsatz entfällt der Nebenstrom komplett und die Triebwerke des Düsenjägers erreichen ihre Höchstlautstärke.

## Aerodynamik und Form
Die meisten Düsenjäger sind aerodynamisch auf den Überschallflug optimiert (spitze Nasen, scharfe Kanten, fließende Formen). In neuester Zeit finden sich unter Verwendung so genannter Tarnkappentechnik (z. B. bei der Lockheed Martin F-22 und F-35) auch Flugzeuge, deren Formen weniger fließend und dafür eckiger und plan sind. Die meisten Düsenjäger führen ihre Bewaffnung unter den Tragflächen an sogenannten Unterflügelstationen mit. An einigen dafür vorgesehenen Unterflügelstationen können meistens auch Zusatztanks angebracht werden, um die Reichweite zu erhöhen. Die Stealth-Düsenjäger führen dagegen ihre Bewaffnung zum Angriff auf feindliche Stellungen in geschlossenen Rumpfkammern mit, um die Radarrückstrahlfläche nicht durch sie zu erhöhen. Jedoch können auch sie für Missionen, bei denen man nicht auf eine geringe Radarrückstrahlfläche achten muss, mit Waffen und Zusatztanks an Unterflügelstationen ausgestattet werden.

## Bewaffnung
Je nach Typ und Mission des Düsenjägers können unterschiedlich viele Waffen und Arten an Waffen geladen werden.
Das Spektrum reicht von der Munition der Bordkanone über Luft-Luft-Raketen, Luft-Boden-Raketen, Konventionelle Bomben aller Art und Größe, Streubomben bis hin zur Taktischen Atombombe.

## Geschichte
Um 1940 gab es mehrere Projekte in Deutschland, England und den USA, den Antrieb von Flugzeugen zu verbessern. Der erste einsatzfähige Düsenjäger der Welt war das deutsche Modell Messerschmitt Me 262. 1945 gerieten etliche vollständige Me-262-Flugzeuge sowie Bauteile und Konstruktionspläne anderer strahlgetriebener Flugzeuge als Beutegut des Zweiten Weltkriegs in die Hände der USA und der Sowjetunion. Die Me 262 beeinflusste so maßgeblich die Weiterentwicklung der strahlgetriebenen Kampfflugzeuge. In der Folge setzten alle flugzeugbauenden Staaten auf den Düsenantrieb für Jagdflugzeuge.